# Stelis virgulata
Stelis virgulata är en orkidéart som beskrevs av Rudolf Schlechter. Stelis virgulata ingår i släktet Stelis och familjen orkidéer. Inga underarter finns listade i Catalogue of Life.